# نوسا
نوسا، (به انگلیسی: NOSA) مختصر شده شرکت نرم‌افزار و سخت‌افزار ایران است، که در سال ۱۳۶۷ با هدف فعالیت در زمینه مهندسی نرم‌افزار و سخت‌افزار بنیان گذاشته شد و در طول سالیان گذشته، طراحی و تولید نرم‌افزارهای کاربردی در زمینه سیستم‌های مالی و منابع سازمانی و سیستم‌های اطلاع‌رسانی و اتوماسیون مراکز اسناد و کتابخانه‌ها را به عنوان محور اصلی فعالیت‌های خود دنبال نموده است.

## عملیات
شرکت نوسا ۳۵ سال سابقهٔ فعالیت دارد. این شرکت، علاوه بر دفاتر تهران، در یزد، اصفهان، کرمان، مشهد، رشت و خرم‌آباد نیز دفتر دارد و به تمام مشتریان خود در هر جای ایران خدمات ارائه می‌نماید. برنامه‌های آتی شرکت عبارتند از دو ساختمان در حال ساخت، دفتر مرکزی جدید در پارک فناوری پردیس و مرکز اسناد جدید در پارک فناوری شیخ بهایی اصفهان. این شرکت در حال حاضر جزء شرکت‌های طبقه‌بندی شده و به رسمیت شناخته شده از سوی شورای عالی انفورماتیک کشور، عضو انجمن شرکت‌های انفورماتیک و یکی از سهامداران شرکت تحقیقات و توسعه نرم‌افزار ایران (ثنارای) می‌باشد. گواهینامه‌های سیستم‌های اطلاع‌رسانی و کتابخانه دیجیتال نوسا در بیش از ۵۰۰ مرکز و نرم‌افزارهای مالی و اداری نوسا در بیش از ۳۰۰۰ مرکز در سراسر کشور در حال استفاده می‌باشند.

## تاریخچه
شرکت نوسا در سال ۱۳۶۷ توسط جمعی از اساتید و دانشجویان نخبه دانشگاه شریف تأسیس شد. شرکت کار خود را با تهیه سخت‌افزار، راه اندازی شبکه رایانه‌ای، و نرم‌افزارهای سفارشی شروع کرد. در سال ۱۳۶۸ نوسا اولین نسخه نرم‌افزار کاربردی خود را آماده کرد و نهایتاً در سال ۱۳۷۰ نوسا مشارکت خود را در توسعه سخت‌افزار و نرم‌افزار سفارشی، کنار گذاشت و تیم خود را به منظور طراحی و تولید نرم‌افزار مدیریت مالی و نرم‌افزار اتوماسیون اطلاعات متمرکز کرد.
چند سال پس از ایجاد آن، نوسا اولین سیستم یکپارچه کتابخانه مبتنی بر وب را در ایران عرضه کرد. این نرم‌افزار سیمرغ نامیده شد. کتابخانه‌های مجهز به سیمرغ می‌توانند علاوه بر منابع خود، امکان جستجوی منابع سایر مراکز مجهز به سیمرغ در شبکه اینترنت را هم فراهم کنند.
نوسا با ورود نسل windows NT نسل سوم نرم‌افزارهای مالی خود را با عنوان سیستم مالی یکپارچه نوسا در سال ۱۳۸۰ با امکان استفاده از طریق وب به بازار ارائه نمود. این شرکت از سال ۱۳۸۴ با هدف فعالیت در کلیه زمینه‌های مرتبط با تکنولوژی RFID شروع به طراحی و تولید نرم‌افزارهای مرتبط و اخذ نمایندگی از شرکت‌های معتبر بین‌المللی در زمینه تولید سخت‌افزار و تجهیزات مرتبط با تکنولوژی RFID نمود.

## سیستم مالی یکپارچه نوسا
سیستم مالی یکپارچه نوسا این امکان را می‌دهد که فعالیت‌های مالی یک واحد تجاری را در شبکه‌های گسترده، شلوغ و نا امن امروز، به صورت یکپارچه و منسجم، بدون مغایرت و بدون مخدوش شدن اطلاعات به صورت مدون و قابل اتکا، سازماندهی نمود. سیستم مالی یکپارچه نوسا ساختار نرم‌افزار به گونه‌ای است که تمامی موسسات اعم از کوچک با ساختار مالی ساده تا شرکت‌های اقماری بزرگ با ساختار مالی پیچیده بتوانند از آن استفاده نمایند.

### حسابداری نوسا
نرم‌افزار حسابداری نوسا بخشی از سیستم مالی یکپارچه نوسا است، که با ساختار درختی و قابل انعطاف حسابها و تفصیلی‌ها و امکان طبقه‌بندی هر یک تا ۲۰ سطح با ۱ تا ۹ رقم کد می‌باشد.

### دریافت و پرداخت
از مشخصه‌های نرم‌افزار دریافت و پرداخت نوسا طراحی راه‌حل‌های نوین دریافت و پرداخت و پیاده‌سازی آن‌ها با استفاده از استانداردهای نوسا می‌باشد.

### انبار و کنترل موجودی
نرم‌افزار انبار و کنترل موجودی نوسا سیستمی کامل برای کنترل فیزیکی موجودی‌های مواد و کالا و همچنین تسهیل عملیات مالی مربوط (رفت و برگشت کالاها) می‌باشد.

### مدیریت فروش
کلیه عملیات‌های فروش از صدور پیش فاکتور و درخواست تا صدور حواله، صدور فاکتور فروش و صدور سند فروش در این سیستم صورت می‌پذیرد. همچنین با استفاده از ساختار یکپارچه، آمار فروش محصولات، اقلام بستانکار در حسابهای درآمد و بدهی مشتریان به صورت هم‌زمان در سیستم ثبت می‌شوند.

### پرسنلی و حقوق و دستمزد
نظام‌های گوناگون حقوق و دستمزد در کنار روش‌های متنوع مدیریت منابع انسانی، شرکت نوسا را ناگزیر نمود تا با رویکردی متفاوت سیستم پرسنلی و حقوق و دستمزد را طراحی نماید. بدین نحو که تمامی تعاریف اولیه نرم‌افزار شامل فیلدهای مشخصات، اطلاعات حکمی، متغیرهای ماهانه و سایر اطلاعات مرتبط با پرسنل را به صورت کاملاً پویا، قابل تعریف و تغییر توسط کاربر در سیستم پرسنلی و حقوق و دستمزد در نظر بگیرد تا بتواند انواع روش‌های محاسبه و پرداخت دستمزد را تحت پوشش قرار دهد.

### هدیه نوسا
این نرم‌افزار مبتنی است بر نرم‌افزار حسابداری نوسا. درخت حسابها، درخت تفصیلی‌ها، امکان درج هم‌زمان حساب و یک تفصیلی شناور در اسناد، تقویم، دفتر تلفن و نشانی و اغلب گزارش‌های حسابداری M در این نرم‌افزار وجود دارند. دریافت و پرداخت، انبار، فروش، و برخی از امکانات حسابداری M در این نرم‌افزار پیاده‌سازی نشده‌اند.

## پورتال نوسا
پورتال ابزاری قوی و کار آمد برای طراحی و پیاده‌سازی درگاه‌های اینترنتی (Websites) است. یکی از بهترین پورتال‌ها، محصولی به نام DotNetNuke می‌باشد که ده‌ها هزار نسخه از آن در سراسر دنیا نصب شده است. پورتال نوسا، نسخه فارسی، بهینه شده، متن‌باز و رایگان این محصول توسط شرکت نرم‌افزار و سخت‌افزار ایران (نوسا) می‌باشد.

### پورتال سیمرغ
پورتال سیمرغ نسخه‌ای از پورتال نوسا می‌باشد که قسمت‌های مختلف آن از پیش بر اساس نیاز کتابخانه‌ها تنظیم شده است. به نحوی که کتابداران و مسئولین کامپیوتر کتابخانه‌ها برای راه اندازی پورتال مناسب خود تنها احتیاج به تغییرات و تنظیمات مختصری در آن دارند. این امکانات که به منظور جستجوی منابع چاپی و دیجیتال و سرویس‌های امانت سیمرغ به پورتال اضافه شده‌اند می‌توانند بسته به امکانات و نیازهای هر مرکز تنظیم شوند تا هر مرکز سرویس‌های سیمرغ را مطابق میل خود به کاربران ارائه دهد.

## کتابخانه دیجیتال سیمرغ
کتابخانه دیجیتال سیمرغ این امکان را می‌دهد که فعالیت‌های تولید و توزیع دانایی را در شبکه‌های گسترده انجام داد. ساختار نرم‌افزار به گونه‌ای است که تمامی موسسات اعم از کوچک ه تا شرکت‌های اقماری بزرگ سازمانی بتوانند از آن استفاده نمایند.

### سیستم جامع اطلاع‌رسانی
سیمرغ مجهز به یک نرم‌افزار مدیریت پایگاه‌های اطلاعات متنی است که در آن می‌توان هر گونه اطلاعات متنی را ذخیره، بازیابی و پردازش کرد. کتابخانه‌ها و مراکز اسناد با کمک این نرم‌افزار می‌توانند اقدام به ساماندهی انواع منابع و مدارک خود شامل کتاب، نشریه، پایان‌نامه، مقاله و… نموده و علاوه بر انجام خدمات فنی کتابخانه اقدام به اطلاع‌رسانی دربارهٔ آن‌ها در شبکه اینترنت نمایند.
ابزار اطلاع‌رسانی سیمرغ در اینترنت که به دلیل توانایی اتصال مراکز مختلف «شبکه سیمرغ» نامیده می‌شود امکان اطلاع‌رسانی سریع و هم‌زمان به کاربران در هر نقطه‌ای از کشور را به هر یک از منابع موجود در مراکز مجهز به سیمرغ فراهم می‌کند.

### سیستم نگهداری منابع دیجیتال
کتابخانه‌ها و مراکز اسناد علاوه بر نگهداری اصل منابع خود به دو دلیل نیاز به نگهداری فرم رقمی شده (Digitized) آن‌ها را نیز دارند. دلیل اول گرانبها بودن پاره‌ای از منابع کتابخانه می‌باشد که محدودیت‌های زیادی را در استفاده از آن‌ها ایجاد می‌کند و کتابخانه‌ها می‌توانند با ارائه فرم رایانه‌ای آن‌ها مقدار قابل توجهی از نیاز مراجعین را برطرف کنند. دلیل دوم نیاز به دسترسی از راه دور (از طریق اینترنت) به منابع و مدارک می‌باشد که جز با تبدیل آن‌ها به فرم رایانه‌ای امکانپذیر نمی‌باشد.
سیمرغ مجهز به یک نرم‌افزار پیشرفته نگهداری منابع الکترونیک است که علاوه بر امکان ذخیره و مدیریت منابع الکترونیک، امکان ایجاد محدودیت در نحوه دسترسی به این منابع و تهیه آمار از آن‌ها را نیز در اختیار کتابخانه‌ها و مراکز اسناد قرار می‌دهد.

### سیستم گردش امانات
با استفاده از نرم‌افزار گردش امانات سیمرغ سرویس‌های کامل امانت، مطالعه در محل و رزرو در اختیار کتابداران قرار می‌گیرد. این نرم‌افزار دارای پشتیبانی کامل انواع اعضای درون سازمانی، برون سازمانی و حقوقی است و به دلیل امکان نصب در شبکه‌های گسترده و حتی اینترنت تبدیل به ابزاری بسیار کارا و لازم برای کتابخانه‌ها شده است.

### فناوری RFID
به منظور تسریع در امور کتابخانه و همچنین افزایش زمان‌ها و مکانهای دسترسی به منابع، کتابخانه‌ها و مراکز اسناد نیازمند استفاده از تکنولوژی‌های جدید به منظور کاهش نیاز به وجود متصدیان ارائه خدمات هستند. طی چند سال اخیر فناوری جدیدی به نام RFID (شناسایی با امواج رادیویی) در این زمینه عرضه گردیده است.
این فناوری نه تنها در بخش‌های سرویس خودکار امانت نظیر دستگاه‌های خودپرداز امانت به کار می‌رود بلکه در تسریع امور کتابخانه نظیر شلف خوانی نیز جایگاه ویژه‌ای یافته است.

## آرشیو کتاب نوسا
کتابخانه‌ها و مراکز اسناد دارای منابع متنوعی هستند ولی به‌طور کلی می‌توان منابع آن‌ها را به دو دسته عمومی و اختصاصی تقسیم کرد. منابع عمومی به منابعی می‌گویند که فقط خاص یک کتابخانه نیست و هر کتابخانه مانند دیگران فقط نسخه‌هایی از آن را در اختیار دارد. از مهم‌ترین این منابع می‌توان کتاب را نام برد. منابع اختصاصی به منابعی می‌گویند که محتوای آن متعلق به کتابخانه است و جای دیگری نمی‌توان آن را یافت. از مهم‌ترین منابع اختصاصی کتابخانه‌ها می‌توان پایان‌نامه را نام برد. آرشیو کتاب نوسا این امکان را به جستجوگران کتاب می‌دهد که با سرعت زیاد به دنبال کتاب مورد نظر خود در یک پایگاه اطلاعات مرجع کتاب بگردند.

## مراکز آنلاین در شبکه سیمرغ
تعدادی از مراکز اطلاع‌رسانی سیمرغ تصمیم به فراهم کردن دسترسی آنلاین منابع فیزیکی و اسناد دیجیتال خود برای مهمانان و کاربران از طریق شبکه سیمرغ نموده‌اند. کاربر می‌تواند یکباره همه شبکه را جستجو کرده یا به صورت جداگانه با استفاده از وب سایت هر مرکز وارد پورتال کتابخانه و اسناد آن مرکز شود